# Etheostoma sitikuense
Etheostoma sitikuense är en fiskart som beskrevs av Blanton 2008. Etheostoma sitikuense ingår i släktet Etheostoma och familjen abborrfiskar. Inga underarter finns listade i Catalogue of Life.